# TEAR'S LIBERATION
「TEAR'S LIBERATION」（ティアーズ・リベレーション）は1994年12月7日にリリースされたaccessの11thシングル。発売元はファンハウス。

## 概要
通称"三部作"シリーズ第3弾としてリリースされ、23.7万枚のセールスを記録。翌年1月にaccessとしての活動休止が発表され、本作が活動休止前にリリースされた最後のシングルとなった。また、SCAPEGOAT3（浅倉大介、貴水博之とレコーディング・エンジニア大里正毅によるユニット）がリミックスを手掛け、同年12月14日に4thリミックスシングル「TEAR'S LIBERATION Re-SYNC STYLE」としてリリース。4.7万枚のセールスを記録した。

## 収録曲
※カッコ（）内は、JASRAC作品データベース検索サービスに登録されている作者
1. TEAR'S LIBERATION
  - 作詞：朝霧遥　作曲/編曲：AXS （作曲：浅倉大介）
2. SEQUENCE MEDITATION 〜超電導思考回路 第三楽章 解放
  - 作曲/編曲：浅倉大介
3. SCANDALOUS BLUE (Instrumental Mix)
  - 作詞：朝霧遥　作曲/編曲：AXS （作曲：浅倉大介）

## TEAR'S LIBERATION Re-SYNC STYLE
「TEAR'S LIBERATION Re-SYNC STYLE」（ティアーズ・リベレーション リシンク スタイル）は1994年12月14日にリリースされたaccessの4thリミックスシングル。発売元はファンハウス。

### 収録曲
1. TEAR'S LIBERATION (ORIGINAL 7")
  - 作詞：朝霧遥　作曲/編曲：AXS
2. TEAR'S LIBERATION (HUNG UP TUNE Re-SYNC STYLE)
  - Remixed by SCAPEGOAT3
3. TEAR'S LIBERATION (TIME SHUFFLE Re-SYNC STYLE)
  - Remixed by SCAPEGOAT3
4. TEAR'S LIBERATION (OVER TEAR'S FOR THE NEW WAVE Re-SYNC STYLE)
  - Remixed by SCAPEGOAT3